# João de Santarém
João de Santarém foi um navegador e explorador português do século XV que, em conjunto com Pêro Escobar e Fernão do Pó, descobriu as ilhas de São Tomé, Ano-Bom e Príncipe. Desde 1484 e até data desconhecida foi Capitão dos Alcatrazes, em Cabo Verde.